# Catedral de Comodoro Rivadavia
La catedral de Sant Joan Bosco és el principal temple catòlic de la ciutat de Comodoro Rivadavia (província de Chubut, Argentina). Es troba a la cruïlla del carrer Belgrano i l'avinguda Rivadavia.
D'estil gòtic-modern i inaugurada per monsenyor Argimiro Moure el 26 de novembre de 1978, va ser consagrada el 9 de juny de 1979 per Mariano Pérez, primer bisbe de Comodoro Rivadavia. Alguns elements de la catedral, com els vitralls, provenen de Torí. És la primera catedral del món dedicada al fundador dels salesians.
Encara que la catedral va ser inaugurada a finals de la dècada dels 70, pertany des de llavors inacabada. L'acabat extern del campanar, a causa dels mals càlculs d'enginyeria, no permet el pes dels materials per a la seva finalització que permetria revestir-lo.

## Història
El prevere Domingo Pérez va ser designat rector de Comodoro Rivadavia el 1928. En aquella època l'únic temple del lloc era la parròquia de Santa Llúcia. El 27 d'abril de 1932, el mossèn va demanar al comissionat municipal un terreny ubicat al carrer Rivadavia, entre Belgrano i España, a la zona del “Chenque Chico” i presentà un croquis semblant al de l'església. La municipalitat respongué a la comanda el 9 d'agost del mateix any.
El 1936, el Consell Deliberant de la ciutat consultà a mossèn Gregorio Salvá per tal d'escollir el sant patró de la ciutat. Per a tal qüestió es consultà el santoral corresponent al 23 de febrer (dia de la fundació del poble), escollint-se a sant Pere Damià.
El 1939, monsenyor Nicolás Essandi, bisbe de Viedma, inicià la construcció de la cripta. A més, el 6 d'agost de 1941 es creà la parròquia de Comodoro Rivadavia, independent de Santa Llúcia, i es començà a emprar, temporalment, l'església de les Filles de Maria Auxiliadora, i també es començà a enfortir la figura de sant Joan Bosco.
A partir de la Governació militar de Comodoro Rivadavia, l'obra del temple prengué un nou impuls. El 1944, el Chenque Chico va ser desmuntat per ordre del general Ángel Solari, llavors comandant de l'Agrupación Patagonia. El 1947 es presentà el projecte de l'enginyer Guillermo Martín, per tal de construir la catedral de la ciutat. La cripta va ser finalitzada i consagrada el 1949.
L'11 de febrer de 1957, el Papa Pius XII creà la diòcesi de Comodoro Rivadavia, amb jurisdicció sobre les províncies de Chubut i Santa Cruz, la governació de Terra del Foc. El primer bisbe va ser Mariano Pérez, qui decidí nomenar a Sant Joan Bosco com a patró de la diòcesi. Els planells inicials de la construcció, per ordre del governador militar, van ser executats per l'enginyer Guillermo Martín, però després renovats per l'arquitecte Pedro Carballo, qui li atorgà l'estil gòtic.
El 1958 s'inicià la construcció de la catedral, que finalitzà el novembre de 1978. Es va trigar 20 anys en edificar-la, amb contínues modificacions que la convertiren en un edifici no preparat per a la seva funcionalitat.
El 1963, el Papa Joan XXIII beneí la imatge de Sant Joan Bosco. El 9 de juny de 1979 es realitzà la cerimònia de consagració del temple, a la que assistí el president de facto, el general Jorge Rafael Videla.
El 23 de juliol de 2009 la imatge i la relíquia de Don Bosco van estar uns dies a la catedral, en un pelegrinatge que travessà diverses ciutats.
El 2011 estrenà un novedós sistema de so, convertint-se en el primer temple catòlic del país amb un sistema de bafles penjants.
Al 2012 es va descobrir que el seu sistema de calefacció patí una avaria des de feia uns hiverns, la qual cosa produí que el seu nombre de fidels disminuís dràsticament, a més que impedís que des de llavors es refugiés gent sense llar de nit.
La matinada del 12 de gener de 2013 va patir un robatori vandàlic que destruí un vitrall per ingressar al temple. El total sostret va ser de 5.000 pesos d'almoines i d'una rifa. El vitrall havia estat portat el 1959 des de Torí i havia estat beneït per Joan XXIII.
El 27 de maig de 2015, els murals de la catedral van ser declarats patrimoni artístic per l'ordenança 11.697/14, aprovada pel Consell Deliberant de Comodoro Rivadavia. D'acord amb la Comissió avaluadora del Patrimoni Històric, Cultural i Natural de la ciutat, constitueix una important contribució al patrimoni de la ciutat pel seu valor artístic i testimonial. Per tant, es promou la seva protecció, preservació, gestió i integració. El moral porta el nom de "La visió de Don Bosco", fa 7,5m d'ample per 15m d'alt, està al fons de la nau central i és obra de Dolores Ocampo de Morón.

## Art
L'edifici religiós es troba sobre un bulevard de l'avinguda Rivadavia, entre Belgrano i España, i al costat dels antics banys públics que es troben unes illes més amunt, són les dues construccions de Comodoro que van ser construïdes sobre un bulevard La esquina de la intersecció dels carrers Rivadavia i Begrano; lloc amb un gran valor simbòlic, polític i social de Comodoro Rivadavia. Allà s'ubiquen edificis com la catedral i l'Escola Nº83, a més del Comando. Aquestes edificacions marquen el centre del la ciutat va ser destinat a aquests tres edificis amb les seves respectives institucions com l'educació, la religió i les armes. Van ser disposades com a institucions centrals i umbilicals d'una ciutat estratègica per a la província de Chubut.
La catedral va ser construïda amb maó i formigó. Fa 62 m de longitud i 20m d'ample; mentre que la profunditat de la nau és de 17 metres. A més, té 12 columnes que representen els 12 apòstols. En ser tant angost el terreny que ocupà sobre el bulevard condiciona la seva funcionalitat, impedint l'accessibilitat als discapacitats i no posseeix jardí; sent tot l'espai en ciment. A més, es troba entre quatre carrers altament transitats.
La torre, coronada per una creu d'alumini d'11 metres, arriba a una alçada de 60m. Conté 5 caixes amb cartes de creients que havien donat suport a la construcció de la catedral.
A l'interior hi ha un mur d'absi, obra de l'artista Dolores Ocampo de Morón. Altres artistes que hi ha treballat són Jadwiga Szymanski de Koprowoski (passió de Jesús i Marta Moroder (estàtua de Maria Auxiliadora).
Actualment pateix els problemes de les napes freàtiques, la manca de banys al seu interior i la manca d'accés pels discapacitats per la seva mala ubicació i mancança de planejament funcional. El rector de la catedral comentà sobre això:
| «               | En ser un bulevard ens condiciona com església, perquè no tenim pati ni podem tenir jardí, una sèrie de límits a l'edifici, la comunitat no va saber trobar un lloc adequat per a la seva església. | » |
| — Marcelo Nieva | |   |

fitxer:CATEDRALCOMODORO.JPG|250px|L'interior, llarg i estret. La llum és natural gràcies als enormes vitralls. Al fons, el mural "La visió de Don Bosco"
fitxer:CATCOMODORO.JPG|250px|Interior de la catedral 
fitxer:Piedra fundamental csjb.jpg|El bisbe Nicolas Esandi posant la primera pedra 
fitxer:OBISPOCOMODORO.JPG|250px|El bisbat de la diòcesi, darrera de la catedral 